# Edmond-Jean Bouvier
Edmond-Jean Bouvier, francoski general, * 1891, † 1971.